# Psychoda alticola
Psychoda alticola är en tvåvingeart som beskrevs av Vaillant 1973. Psychoda alticola ingår i släktet Psychoda och familjen fjärilsmyggor. Inga underarter finns listade i Catalogue of Life.